# Emil Telmányi
Emil Telmányi (født 22. juni 1892 i Arad, Ungarn (i et område som fra 1919 tilhørte Rumænien), død 12. juni 1988 i Holte, Danmark), var en ungarsk violinist og dirigent.
Telmányi debuterede som violinist i 10 års alderen. I Budapest studerede han violin og dirigering ved Jenõ Hubay og komposition ved Musikakademiet. Fra 1911 turnerede han i Europa og gav koncerter som violinvirtuos.
1912 kom han til København og giftede sig der i 1918 med Carl Nielsens datter Anne Marie. I 1919 debuterede han som dirigent i København.
I perioden 1925-26 virkede Telmányi som dirigent ved Göteborgs symfoniorkester. Han grundlagde senere sit eget kammerorkester.
I 1936 giftede han sig med pianisten Annette Schiøler, med hvem han foretog en række indspilninger for radio og grammofon.
Telmányi udviste stor interesse for Carl Nielsens musik og uropførte Nielsens violinværker sammen med Ernst von Dohnányi og Victor Schiøler. Som dirigent uropførte han Nielsens klarinetkoncert.
Han udviste stor interesse for barokværkernes udførelse og var fortaler for den blandt musikerne omstridte Vega-bue, også kalder Bach-buen, som understøttede fremførelsen af flerstemmige akkorder. Med denne teknik foretog han i 1954 indspilninger af Bachs solosonater og partitaer.
Fra 1940 til 1969 underviste han i Danmark ved Århus Musikademi.